# Rusticoclytus
Rusticoclytus is een kevergeslacht uit de familie van de boktorren (Cerambycidae). De wetenschappelijke naam van het geslacht werd voor het eerst geldig gepubliceerd in 1977 door Vives.

## Soorten
Rusticoclytus omvat de volgende soorten:
- Rusticoclytus adspersus (Gebler, 1830)
- Rusticoclytus annosus (Say, 1827)
- Rusticoclytus nauticus (Mannerheim, 1843)
- Rusticoclytus pantherinus (Savenius, 1825)
- Rusticoclytus rusticus (Linnaeus, 1758)
- Rusticoclytus salicis (Takakuwa & Oda, 1978)